# Красимира Стоева
Красимира Тодорова Стоева e българска писателка, авторка на произведения в жанровете научна фантастика, фентъзи и съвременна проза.
Носителка е на редица национални литературни награди. Има издадени 5 книги – сборник разкази и 4 романа. Романът ѝ „Седемте живота на Мая“ е първият интерактивен роман от български автор.

## Биография
Родена е в Пловдив на 24 май 1984 г. Завършила е Езикова гимназия „Иван Вазов“ в Пловдив с френски и руски език. Има бакалавърска степен по социология, магистърска степен по бизнес комуникации и връзки с обществеността и специализация по журналистика в Пловдивския университет „Паисий Хилендарски“. Интересува се от литература и фотография, а от 2015 година поддържа блог за пътешествия „Албумът на Краси“.

## Награди
- 2005 – литературна стипендия на издателство „Пигмалион“
- 2006 – трета награда от конкурса на ИК „Аргус“ за разказа „Отвъд портата“
- 2006 – трета награда за проза на в. „Пловдивски университет“
- 2007 – първа награда за проза на в. „Пловдивски университет“
- 2007 – номинация на ИК Хермес за неиздадена книга на автор до 25 години за ръкописа „Магия за начинаещи“
- 2007 – отличие „За високо художествено майсторство в областта на фантастиката и фентъзито“ за разказа „Пътуване към мрака“ в конкурса „Фантастично изкуство – Бургас 2008“
- 2008 – награда „Младо пловдивско дарование“ в националния конкурс „Огънят на Орфей“
- 2009 – втора награда от литературния конкурс за произведение, базирано на фантастичното и приказното в българския фолклор „Таласъмия“
- 2010 – първа награда за роман от националния конкурс за фантастика на издателство „Аргус“ – „Фантастика през 100 очи“ за романа „Лабиринт с разноцветни конци“, който през 2015 г. е издаден от ИК „Жанет 45“

## Произведения

### Фантастика

#### Разкази
- 2006 – „Отвъд портата“
- 2007 – „Подаръкът“
- 2007 – „Другият бряг“
- 2007 – „Откритието“
- 2008 – „Камък с цвят на мечти“
- 2008 – „Тест за оцеляване“
- 2008 – „Снежните пясъци на Хира“
- 2008 – „Магия за начинаещи“
- 2008 – „Последният мираж“
- 2008 – „Теменужено сияние“
- 2008 – „Крилатият елен“
- 2008 – „Конниците на Апокалипсиса“
- 2008 – „Минало забравено“
- 2008 – „Скитник“
- 2008 – „Пътуване към мрака“
- 2010 – „Неизречени думи, неназовани зверове“

## Публикации

### Публикации в съвместни издания
- 2006 – „Знойни хоризонти“ (антология) – издателство „Аргус“
  - „Отвъд портата“ (разказ)
- 2007 – „Бялата градина“ (стихове и разкази) – издателска къща „Марица“
  - „Подаръкът“ (разказ)
  - „Другият бряг“ (разказ)
  - „Откритието“ (разказ)
- 2008 – „Български фантастични ВАЯНИЯ 2007“ (годишник) – издателство „ЕГИ“
  - „Камък с цвят на мечти“ (разказ)
- 2008 – „40 години клуб за фантастично изкуство Тера Фантазия“
  - „Пътуване към мрака“ (разказ)
- 2010 – „Таласъмия 2008 – 2009“ – ИК „Квазар“
  - „Неизречени думи, неназовани зверове“ (разказ)
- 2016 – „Призвание герой! 5“ – Сдружение „Книги-игри“
  - „Хотелът“ (книга-игра)
  - -2017 Призвание герой! 6 - Сдружение „Книги-игри“- Онази зимна нощ (книга-игра)
  - 2019 Призвание герой 8 - Сдружение „Книги-игри“ - Капан за Сънища (книга-игра)

### Самостоятелни издания
- 2008 – „Снежните пясъци на Хира“ (сборник фантастични разкази) – ИК „Аргус“
- 2009 – „Уроци по грим и горчив шоколад“ (роман) – ИК „Хермес“
- 2015 – „Лабиринт с разноцветни конци“ (роман) – Издателска къща „Жанет 45“
- 2015 – „Седемте живота на Мая“(интерактивен роман) – Сдружение Книги-игри
- 2015 – „Смъртта е оправдание за всичко“" (роман) – ИК „Весела Люцканова“

### Текстове на произведения
- „Разкази в сайта Литернет“
- „Разкази в сайта Словото“
- „Откъс от романа „Уроци по грим и горчив шоколад“ Архив на оригинала от 2016-08-17 в Wayback Machine.“